# Le Samyn 2018
Pour la course féminine, voir Le Samyn des Dames 2018.
La 50e édition du Samyn a lieu le 27 février 2018. La course fait partie du calendrier UCI Europe Tour 2018 en catégorie 1.1.

## Présentation
À la suite du détournement de fonds par son ancienne trésorière révélé fin 2016, Le Samyn est organisé par une nouvelle ASBL. À l'occasion de cette 49e édition, la course fête son cinquantième anniversaire. Disputée à la fin du mois de février, c'est la première course sur route professionnelle de l'année en Wallonie. Elle a lieu cette année le mardi, et non plus le mercredi, afin de « coller davantage au week-end d'ouverture en Flandres » (Circuit Het Nieuwsbla et Kuurne-Bruxelles-Kuurne), selon le directeur de course Jean-Luc Vandenbroucke,.

### Parcours
Le départ de la course est donné à Quaregnon. Le parcours se dirige ensuite vers le nord, passant par les monts de Frasnes. Il revient ensuite vers le sud pour effectuer quatre tours d'un circuit autour de Dour, comprenant chacun 3 km de routes pavées,. Ces secteurs pavés font partie de la course depuis 2015.

### Équipes
Classé en catégorie 1.1 de l'UCI Europe Tour, le Samyn est par conséquent ouvert aux WorldTeams dans la limite de 50 % des équipes participantes, aux équipes continentales professionnelles, aux équipes continentales et aux équipes nationales.
Vingt-et-une équipes participent à ce Samyn - trois WorldTeams, onze équipes continentales professionnelles et sept équipes continentales :
| WorldTeams (3)- AG2R La Mondiale - Quick-Step Floors - Lotto Soudal Équipes continentales professionnelles (11)- Wanty-Groupe Gobert - Aqua Blue Sport - Cofidis, Solutions Crédits - Direct Énergie - Fortuneo-Samsic - Roompot-Nederlandse Loterij - Sport Vlaanderen-Baloise - UnitedHealthcare - Vérandas Willems-Crelan - Vital Concept - WB-Aqua Protect-Veranclassic Équipes continentales (7)- AGO-Aqua Service - Cibel-Cebon - Differdange-Losch - Sovac-Natura4Ever - Roubaix Lille Métropole - Tarteletto-Isorex - T.Palm-Pôle Continental Wallon |
| |

## Récit de la course
Niki Terpstra remporte en solitaire suivi de son coéquipier Quick Step Philippe Gilbert. Les deux coureurs constituaient un trio d'échappés avec Damien Gaudin sous maillot Powéo (sponsor de l'équipe Direct Énergie sur les courses belges).

## Classements

### Classement final
| \| Classement général \| Classement général \| Classement général \| Classement général \| Classement général \| \| Coureur \| Coureur \| Pays \| Équipe \| Temps \| \| ------------------ \| ------------------ \| ------------------ \| ---------------------------- \| ------------------ \| \| 1er \| Niki Terpstra \| Pays-Bas \| Quick-Step Floors \| 4 h 47 min 48 s \| \| 2e \| Philippe Gilbert \| Belgique \| Quick-Step Floors \| + 25 s \| \| 3e \| Damien Gaudin \| France \| Direct Énergie \| + 46 s \| \| 4e \| Adrien Petit \| France \| Direct Énergie \| + 1 min 18 s \| \| 5e \| Gediminas Bagdonas \| Lituanie \| AG2R La Mondiale \| + 1 min 18 s \| \| 6e \| Alex Kirsch \| Luxembourg \| WB-Aqua Protect-Veranclassic \| + 1 min 21 s \| \| 7e \| Benoît Jarrier \| France \| Fortuneo-Samsic \| + 1 min 59 s \| \| 8e \| Nico Denz \| Allemagne \| AG2R La Mondiale \| + 1 min 59 s \| \| 9e \| Frederik Backaert \| Belgique \| Wanty-Groupe Gobert \| + 1 min 59 s \| \| 10e \| Alexandre Pichot \| France \| Direct Énergie \| + 2 min 02 s \| |                    |            |                              |                 |
| |                    |            |                              |                 |
| Source : ProCyclingStats |                    |            |                              |                 |
| Classement général |                    |            |                              |                 |
| Coureur | Coureur            | Pays       | Équipe                       | Temps           |
| 1er | Niki Terpstra      | Pays-Bas   | Quick-Step Floors            | 4 h 47 min 48 s |
| 2e | Philippe Gilbert   | Belgique   | Quick-Step Floors            | + 25 s          |
| 3e | Damien Gaudin      | France     | Direct Énergie               | + 46 s          |
| 4e | Adrien Petit       | France     | Direct Énergie               | + 1 min 18 s    |
| 5e | Gediminas Bagdonas | Lituanie   | AG2R La Mondiale             | + 1 min 18 s    |
| 6e | Alex Kirsch        | Luxembourg | WB-Aqua Protect-Veranclassic | + 1 min 21 s    |
| 7e | Benoît Jarrier     | France     | Fortuneo-Samsic              | + 1 min 59 s    |
| 8e | Nico Denz          | Allemagne  | AG2R La Mondiale             | + 1 min 59 s    |
| 9e | Frederik Backaert  | Belgique   | Wanty-Groupe Gobert          | + 1 min 59 s    |
| 10e | Alexandre Pichot   | France     | Direct Énergie               | + 2 min 02 s    |

### UCI Europe Tour
La course attribue aux coureurs le même nombre des points pour l'UCI Europe Tour 2018 et le Classement mondial UCI.
| Position           | 1er | 2e | 3e | 4e | 5e | 6e | 7e | 8e | 9e | 10e | 11e | 12e | 13e à 15e | 16e à 25e |
| Classement général | 125 | 85 | 70 | 60 | 50 | 40 | 35 | 30 | 25 | 20  | 15  | 10  | 5         | 3         |

## Liste des participants
« GP Samyn Hommes : Deelnemerslijst / Liste des partants » [PDF], sur le site officiel, 26 février 2018